# Raoul Moreau
Raoul Moreau, né probablement un peu avant ou dans les années 1520 et mort en 1583, est Trésorier de l'Epargne, conseiller au service de cinq rois de France, de François 1er à Henri III . Il est le commanditaire du château de Thoiry (Yvelines).

## Biographie
En 1540, peut-être en succession d'un parent (Adam ? Antoine ?  Pierre ?), on le trouve receveur des Tailles et Aides de Château-Thierry. Entre 1541 et 1560, il est Trésorier de l’Extraordinaire des Guerres, et receveur des Tailles de Paris.
En 1545 ou 1546, il épouse Jacqueline Fournier, fille de la dame de Marcq.
A Paris, il habite rue Michel-le-Comte, puis rue du Temple, au moins de 1556 à 1580, paroisse de l'église Saint-Nicolas-des-Champs où il acquiert une chapelle en 1573. Dans la même rue ou dans la rue voisine de Braque, il loue à bail un jeu de paume.
Au moins dès 1556,, il est Trésorier de l'Epargne, fonction créée depuis moins de trente ans par François 1er. Il l'est toujours en 1572, et le reste fort probablement jusqu'à sa mort en 1582-1583. Une pasquinade courant les rues de Paris, en 1576, satire un grand nombre de nobles de robe dont Moreau, donné en exemple de "ces trésoriers riches et opulents, vallets, fils de valets, ...".

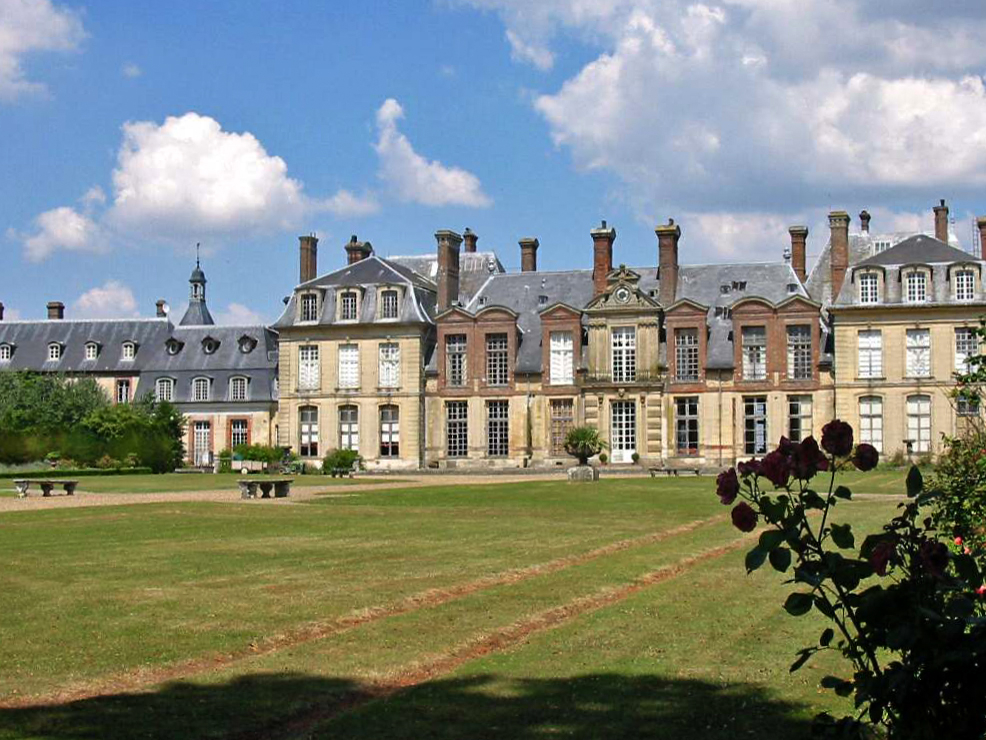
Château de Thoiry, côté jardins.

D'héritage ou par création personnelle, il a comme blason : « d’argent, au chevron d’azur, accompagné de trois têtes de Maures de sable», selon un jeu de mots habituel en héraldique. De 1560 à 1564, à Thoiry, sur le site du Tronchay occupé depuis le XIIe siècle, il fait construire son château (de Thoiry), peut-être sous la direction du frère de l'architecte Philibert Delorme, par le maître maçon Olivier Ymbert, originaire de Saint-Léger-en-Yvelines.
En 1563, il achète à l'abbaye Saint-Victor de Paris la terre de Grosbois, en Brie, mais il la cède en dot à sa fille Marie lorsqu'elle se marie, en 1575, avec Nicolas de Harlay de Sancy qui en fera bâtir le château. Au fil des ans, il est dit aussi M. d'Auteuil, ou du Tronchay, car il acquiert entre 1559 et 1580 une quinzaine de petits fiefs, essentiellement dans le bailliage de Montfort-l'Amaury, autour de Thoiry.
Il est peut-être bibliophile comme son fils Nicolas, et Pierre de Ronsard lui écrit au moins deux poèmes, mais dont l'un ne sera publié qu'après leurs morts, car Ronsard y critique sévèrement les dépenses de la Cour et notamment la construction du palais des Tuileries décidée par Catherine de Médicis.
Raoul Moreau meurt en 1582 ou 1583, laissant quatre enfants, dont Nicolas Moreau, seigneur d’Auteuil, de Marcq et de Thoiry, maître d’hôtel du Roi, Trésorier du duc d’Anjou [futur Henri III],Trésorier de France de 1572 à 1586, et "qui réunit entre 1566 et 1586, une bibliothèque "française" où les romans médiévaux, manuscrits et imprimés, représentent plus du quart des titres, le reste se partageant entre la piété, la philosophie et l'histoire", mais aussi une bibliothèque italianisante aujourd’hui conservée à la Bibliothèque de l’Arsenal.